# André Wilhelm
André Wilhelm (ur. 7 lutego 1943 w Gosselming) – francuski kolarz przełajowy i szosowy, dwukrotny medalista przełajowych mistrzostw świata.

## Kariera
Pierwszy sukces w karierze André Wilhelm osiągnął w 1973 roku, kiedy zdobył srebrny medal w kategorii elite podczas przełajowych mistrzostw świata w Londynie. W zawodach tych wyprzedził go jedynie Belg Eric De Vlaeminck, a trzecie miejsce zajął Rolf Wolfshohl z RFN. Na rozgrywanych trzy lata później mistrzostwach świata w Chazay-d'Azergues w tej samej kategorii był trzeci. Tym razem lepsi okazali się tylko dwaj Szwajcarzy: Albert Zweifel oraz Peter Frischknecht. Wilhelm był też między innymi siódmy na mistrzostwach świata w Pradze w 1972 roku. Kilkakrotnie zdobywał medale przełajowych mistrzostw Francji, w tym trzy złote. Startował także na szosie, zajmując między innymi trzecie miejsce w Circuit de Lorraine w 1966 roku. Trzy lata później wystartował w Tour de France, zajmując ostatecznie 86. miejsce w klasyfikacji generalnej. Nigdy nie zdobył medalu na szosowych mistrzostwach świata. Nigdy też nie wystąpił na igrzyskach olimpijskich. W 1985 roku zakończył karierę.